# Sinistropa
Sinistropa is een geslacht van wantsen uit de familie van de Miridae (Blindwantsen). Het geslacht werd voor het eerst wetenschappelijk beschreven door Cassis in 2008.

## Soorten
Het genus bevat de volgende soorten:

- Sinistropa elongatus Cassis, 2008
- Sinistropa kulgera Cassis, 2008
- Sinistropa northami Cassis, 2008
- Sinistropa rawlinna Cassis, 2008